# Majhli Didi
Majhli Didi é um filme de drama indiano de 1967 dirigido e escrito por Hrishikesh Mukherjee e Sarat Chandra Chattopadhyay. Foi selecionado como representante da Índia à edição do Oscar 1969, organizada pela Academia de Artes e Ciências Cinematográficas.

## Elenco
- Dharmendra - Bipinchandra 'Bipin'
- Meena Kumari - Hemangini 'Hema'
- Sachin - Kishan
- Lalita Pawar - Kadambini